# Jakub Łysakowski (zm. 1575)
Jakub Łysakowski herbu Lubicz (zm. w lutym 1575 roku) – stolnik nurski, ostrołęcki i kamieńczykowski w 1569 roku.
Studiował na Akademii Krakowskiej w 1549 roku. 
Poseł na sejm lubelski 1569 roku z ziemi ciechanowskiej, podpisał akt unii lubelskiej.